# Берта Бергман
Берта Бергман (Блажуј, Сарајево 1892 − 1945, Jасеновац) је била љекар и прва жена-матурант на територијама Босне и Херцеговине. Медицински факултет завршила је у Бечу 1918. Радила је у разним мјестима на територијама Босне и Херцеговине. Била је управница Школске поликлинике у Мостару. У НОП је приступила 1941. У рату је илегално одржавала санитетске курсеве, лијечила рањенике, набављала санитетски материјал, због чега ју је усташка власт двапут хапсила и на крају отпремила у Јасеновац, гдје је 1945. убијена. Њено име налази се на спомен-плочи ВМА у Београду и у Мостару.

## Биографија
Рођена је у околини Сарајева као кћерка жељезничког чиновника Јосипа Бергмана (Joseph Bergmann), у ашкенашкој јеврејској породици поријеклом из Беча. Иако скромних примања, њена мајка одлучила је да јој обезбједи високо образовање. То је изискивало похађање гимназије, па је 1905. Берта уписана у трећи разред тада осмогодишње Велике гимназије у Мостару. Ту је, поред обавезних предмета, могла похађати и јеврејску вјеронауку. Хрватски дневни лист "Народна обрана" је средином фебруара 1912. посветио чланак првом женском матуранту у Босни, извјештавајући да је у Мостару Берта Бергман положила испит зрелости. Образовање је наставила у Бечу гдје је 1918. постала доктор медицине.
По повратку радила је на више мјеста на територијама Босне и Херцеговине као педијатар. Као секундарни љекар у Градској болници у Бањој Луци радила је од 1921. до септембра 1924, када је поднијела оставку на државну службу. По давању оставке добила је новчану награду због великог пожртвовања и излагања властитог живота непосредним опасностима. Уочи Другог свјетског рата радила је као управница Школске поликлинике у Мостару. Након окупације Краљевине Југославије априла 1941. и доласком усташког режима на власт положај Јевреја се драстично погоршао. За вријеме Другог свјетског рата у својој кући у Мостару направила је прихватни центар за јеврејске избјеглице из Сарајева. У НОП се укључила од почетка устанка 1941. Одржавала је илегалне санитетске курсеве прве помоћи, лијечила рањенике и слала санитетски материјал и лијекове партизанима. Током рата два пута је хапшена, а 15. јануара 1945. одведена у логор Јасеновац, гдје је убијена.